# Albert Johnson (soccer)
Pour les articles homonymes, voir Albert Johnson et Johnson.
Albert Johnson, né le 17 avril 1880 et mort le 6 janvier 1941, est un joueur canadien de soccer.
Il est champion olympique avec le Galt Football Club lors des Jeux olympiques 1904 de Saint-Louis,,.

## Palmarès
Galt FC
- Jeux olympiques (1) :
  -  Or : 1904.